# Konstantin Novoselov
Konstantin Novoselov ili Konstantin Sergejevič Novosjolov (rus. Константи́н Серге́евич Новосёлов; Nižnji Tagil, Sverdlovska oblast, 23. kolovoza 1974.), ruski i britanski fizičar. Diplomirao (1997.) na Moskovskom institutu za fiziku i tehniku, doktorirao (2003.) na Radboudovu sveučilištu u Nijmegenu (Nizozemska). Radi na Manchesterskom sveučilištu (od 2001.). Bavi se istraživanjem supravodiča, subatomskih gibanja magnetskih domena, nanotehnologijom, razvojem materijala koji omogućuje prianjanje u jednom smjeru (eng. gecko tape). Za pionirske pokuse na grafenu s A. K. Gejmom 2010. dobio Nobelovu nagradu za fiziku. Član je Kraljevskog društva (engl. Royal Society) od 2011.

## Nanotehnologija
Nanotehnologija ili nanotehnika (grč. ννος ili νάννος: patuljak + τεχνιϰός: vješt, uvježban, od τέχνη: umijeće, vještina) je skup disciplina koje se bave istraživanjem, razvojem i primjenom struktura, uređaja i sustava kojima su izmjere reda veličine atoma, molekula i makromolekula, dakle u području do 100 nanometara (1 nm = 10–9 m), a koji zahvaljujući svojim malim izmjerama imaju posebna svojstva. To brzo napredujuće područje isprepleće se s nizom drugih područja, na primjer s elektronikom, medicinom, znanošću o materijalima, kemijskom katalizom, a zasniva se na istraživanju osnovnih pojava i materijala u nanopodručju (nanoznanosti).
Kod dimenzija ispod 100 nm pojave kvantne fizike prevladavaju nad pojavama poznatima iz svakodnevnog iskustva (klasična fizika). To se prije svega odnosi na restrukturiranje elektronskoga sustava (kvantizacija), koje dovodi do novih elektronskih svojstava. Osim toga, vrlo mala tijela imaju znatno veći omjer broja atoma smještenih na površini i broja atoma u unutrašnjosti, no što ga imaju makrotijela. To može znatno utjecati na strukturu, stabilnost i reaktivnost malih tijela, čime materijal dobiva nova svojstva. Istraživanje i razvoj u tom području obuhvaća kontrolirano rukovanje nanostrukturama i njihovo uključivanje u veće dijelove, sustave i arhitekture, pri čem se svojstvima tih kompleksnijih struktura upravlja u nanopodručju. Gdjekad složene strukture mogu biti i veće od 100 nm, a da pokazuju jedinstvena svojstva.
Osnovni su ciljevi istraživanja u području nanotehnike: razumijevanje temeljnih pojava na nanoljestvici; sposobnost oblikovanja i sinteze materijala na atomskoj razini radi postizanja ciljanih svojstava i funkcija; razumijevanje osnovnih procesa kojima živi organizmi stvaraju materijale i funkcionalne komplekse, te upotreba tog znanja kao putokaz za nove sintetske procese i umjetne materijale; razvoj eksperimentalnih alata za određivanje svojstava nanostrukturiranih materijala kao i teorija i modela potrebnih za ostvarenje ciljeva.
Pojavu nanotehnike omogućio je razvoj eksperimentalnih alata i teorijskih modela koji su pak omogućili manipulaciju pojedinačnim atomima, nakupinama atoma i molekulama. Pritom je osobitu ulogu imao izum pretražnog mikroskopa s tuneliranjem (eng. Scanning Tunneling Microscope ili STM) i metoda koje su se razvile iz nje i uz nju, kao i značajno povećanje razlučivosti elektronske mikroskopije, koje je danas ispod 0,1 nm. Pretražni mikroskop s tuneliranjem omogućuje oslikavanje položaja atoma u realnom prostoru i njihovo preslagivanje u nove strukture. Takav pristup stvaranju nanostruktura omogućuje istraživanja, ali ne i proizvodnju velikoga broja struktura u kratkom vremenu. Drukčiji je pristup pojava samoorganiziranja, na primjer molekula u otopinama i metalnih atoma koji se samoorganiziraju u pravilno raspoređene gomilice atoma jednakih veličina na površini poluvodiča i oksida.

### Grafen
Grafen (prema grafit) je sloj grafita debljine jednoga atoma i duljine do nekoliko mikrometara, dvodimenzionalna mreža ugljikovih atoma šesterokutne (heksagonalne) strukture. Zbog iznimnih mehaničkih svojstava (velike gustoće, čvrstoće, elastičnosti), velike električne vodljivosti i gotovo potpune prozirnosti može se primijeniti u izradi kompozitnih materijala, elektroničkih i logičkih sklopova, te zaslona osjetljivih na dodir (eng. touch screen) i sunčanih članaka.